# 村田薫
村田 薫（むらた かおる、1930年8月1日- 2018年2月18日 ）は、日本の経営者。昭和電線電纜社長、会長を務めた。

## 来歴・人物
静岡県出身。1954年に一橋大学商学部を卒業し、同年に昭和電線電纜に入社した。1988年6月に常務に就任し、1992年6月には社長に昇格した。1996年6月に会長に就任し、2000年6月には相談役に退いた。
1999年4月に藍綬褒章を受章した。
2004年4月に旭日中綬章を受章した。
2018年2月18日、肺炎のために死去。87歳没。